# Земля, до востребования (фильм)
«Земля́, до востре́бования» — советский художественный фильм-драма, поставленный на Центральной киностудии детских и юношеских фильмов имени М. Горького в 1972 году режиссёром Вениамином Дорманом по одноимённому роману Евгения Воробьёва, повествующем о жизни разведчика, прообразом которого послужил Лев Маневич.
Премьера фильма состоялась 26 марта 1973 года.

## Сюжет
В фашистской Италии до начала Великой Отечественной войны у советской разведки был свой резидент — Лев Маневич. Даже когда в 1936 году его выследила и схватила итальянская контрразведка, он, находясь в тюрьме, переправлял ценные сведения о противнике в Москву.

## В ролях
| Актёр               | Роль                                                           |
| ------------------- | -------------------------------------------------------------- |
| Олег Стриженов      | Лев Ефимович Маневич / Конрад Кертнер / Яков Никитич Старостин |
| Олег Жаков          | Паскуале Эспозито                                              |
| Волдемар Зандберг   | Ян Карлович Берзин (Павел Иванович Берзин, Старик, Доницетти)  |
| Мария Сагайдак      | Джаннина                                                       |
| Анаида Топчиян      | Ингрид / «Травиата»                                            |
| Лев Дуров           | Сигизмунд Скарбек                                              |
| Данута Столярская   | Анка Скарбек                                                   |
| Любовь Стриженова   | Эрминия                                                        |
| Леонид Каневский    | докер Маурицио                                                 |
| Григоре Григориу    | Тоскано                                                        |
| Ростислав Янковский | Агирре                                                         |
| Андрей Вертоградов  | Баронтини                                                      |
| Сергей Боярский     | инструктор по пилотированию Лионелло                           |
| Михаил Ножкин       | Вася Цветков, он же Базиль                                     |
| Олег Хабалов        | Хаджи Мамсуров                                                 |
| Александр Граве     | Сидорин                                                        |
| Борис Никифоров     | Гри-Гри                                                        |
| Георгий Тейх        | Хуан Гунц                                                      |
| Борис Клюев         | Хименес                                                        |
| Олев Эскола         | консул Дрегер                                                  |
| Вадим Захарченко    | человек без примет                                             |
| Готлиб Ронинсон     | «Трамвайщик»                                                   |
| Георгий Дрозд       | лётчик из «Люфтганзы»                                          |
| Рогволд Суховерко   | лётчик из «Люфтганзы»                                          |
| Б. Голубин          | Курт                                                           |
| А. Сердан           | Баутисто                                                       |
| Александр Вокач     | следователь де Лео                                             |
| Николай Вальяно     | следователь Пичирилло                                          |

## Съёмочная группа
- Сценарий — Евгения Воробьёва
- Постановка — Вениаминa Дорманa
- Оператор-постановщик — Михаил Гойхберг
- Художник-постановщик — Марк Горелик
- Художник по костюмам — Элеонора Маклакова
- Композитор — Микаэл Таривердиев
- Звукооператор — Борис Корешков
- Операторы — Милица Богаткова, Игорь Клебанов
- Редакторы — Вера Богаткова, Алла Гербер
- Главный военный консультант — Иван Чистяков
- Консультант по авиации — Георгий Захаров
- Государственный симфонический оркестр кинематографии
  - Дирижёр — Александр Петухов
- Директор картины — Евгений Сапов

## Оценки
В 1974 году фильм был назван среди «наиболее „кассовых“ картин последнего времени»